# Isabella af Portugal
Isabella af Portugal (født 24. oktober 1503, Lissabon, død 1. maj 1539, Toledo) var en portugisisk infantinde, der var Tysk-romersk kejserinde og dronning af Spanien fra 1526 til 1539. Hun var datter af Kong Emanuel 1. af Portugal i hans andet ægteskab med Maria af Aragonien og Kastilien og blev gift med den tysk-romerske kejser Karl 5. i 1526.
1. ↑  Navnet er anført på engelsk og stammer fra Wikidata hvor navnet endnu ikke findes på dansk.